# Тортолес
Тортолес (ісп. Tórtoles) — муніципалітет в Іспанії, у складі автономної спільноти Кастилія-і-Леон, у провінції Авіла. Населення — 82 особи (2010).
Муніципалітет розташований на відстані близько 130 км на захід від Мадрида, 48 км на захід від Авіли.

## Демографія
Динаміка населення (INE ):